# Мратиње
Мратиње је насеље у општини Плужине у Црној Гори. Према попису из 2003. било је 162 становника (према попису из 1991. било је 240 становника). Назив места је од култа Светог Мартина, Мратиндан.

## Демографија
У насељу Мратиње живи 139 пунолетних становника, а просечна старост становништва износи 44,9 година (40,6 код мушкараца и 49,7 код жена). У насељу има 54 домаћинства, а просечан број чланова по домаћинству је 3,00.
Становништво у овом насељу веома је хетерогено, а у последња три пописа, примећен је пад у броју становника.
|  |

| Демографија | Демографија | Демографија |
| Година      | Становника  | Становника  |
| ----------- | ----------- | ----------- |
|             |             |             |
|             |             |             |
|             |             |             |
|             |             |             |
| 1948.       | 317         |             |
| 1953.       | 322         |             |
| 1961.       | 392         |             |
| 1971.       | 1.370       |             |
| 1981.       | 527         |             |
| 1991.       | 240         | 240         |
| 2003.       | 162         | 162         |
|             |             |             |

| Етнички састав према попису из 2003.‍ | Етнички састав према попису из 2003.‍ | Етнички састав према попису из 2003.‍ | Етнички састав према попису из 2003.‍ | Етнички састав према попису из 2003.‍ |
| ------------------------------------ | ------------------------------------ | ------------------------------------ | ------------------------------------ | ------------------------------------ |
|                                      |                                      |                                      |                                      |                                      |
| Црногорци                            | Црногорци                            |                                      | 86                                   | 53,08%                               |
| Срби                                 | Срби                                 |                                      | 73                                   | 45,06%                               |
| непознато                            | непознато                            |                                      | 0                                    | 0,0%                                 |

| Година пописа     | 1948. | 1953. | 1961. | 1971. | 1981. | 1991. | 2003. |
| ----------------- | ----- | ----- | ----- | ----- | ----- | ----- | ----- |
| Број домаћинстава | 67    | 61    | 116   | 444   | 149   | 64    | 54    |

| Број чланова      | 1  | 2  | 3  | 4 | 5 | 6 | 7 | 8 | 9 | 10 и више | Просек |
| ----------------- | -- | -- | -- | - | - | - | - | - | - | --------- | ------ |
| Број домаћинстава | 54 | 12 | 15 | 9 | 4 | 9 | 3 | 2 | 0 | 0         | 0      |

| Пол    | Укупно | Неожењен/Неудата | Ожењен/Удата | Удовац/Удовица | Разведен/Разведена | Непознато |
| ------ | ------ | ---------------- | ------------ | -------------- | ------------------ | --------- |
| Мушки  | 78     | 40               | 34           | 4              | 0                  | 0         |
| Женски | 71     | 15               | 34           | 22             | 0                  | 0         |
| УКУПНО | 149    | 55               | 68           | 26             | 0                  | 0         |

| Пол    | Укупно                    | Пољопривреда, лов и шумарство | Рибарство                            | Вађење руде и камена | Прерађивачка индустрија       |
| ------ | ------------------------- | ----------------------------- | ------------------------------------ | -------------------- | ----------------------------- |
| Мушки  | 37                        | 8                             | 0                                    | 0                    | 1                             |
| Женски | 9                         | 4                             | 0                                    | 0                    | 0                             |
| УКУПНО | 46                        | 12                            | 0                                    | 0                    | 1                             |
| Пол    | Производња и снабдевање   | Грађевинарство                | Трговина                             | Хотели и ресторани   | Саобраћај, складиштење и везе |
| Мушки  | 14                        | 0                             | 0                                    | 0                    | 3                             |
| Женски | 3                         | 0                             | 1                                    | 0                    | 0                             |
| УКУПНО | 17                        | 0                             | 1                                    | 0                    | 3                             |
| Пол    | Финансијско посредовање   | Некретнине                    | Државна управа и одбрана             | Образовање           | Здравствени и социјални рад   |
| Мушки  | 0                         | 0                             | 10                                   | 1                    | 0                             |
| Женски | 0                         | 0                             | 0                                    | 1                    | 0                             |
| УКУПНО | 0                         | 0                             | 10                                   | 2                    | 0                             |
| Пол    | Остале услужне активности | Приватна домаћинства          | Екстериторијалне организације и тела | Непознато            | Непознато                     |
| Мушки  | 0                         | 0                             | 0                                    | 0                    | 0                             |
| Женски | 0                         | 0                             | 0                                    | 0                    | 0                             |
| УКУПНО | 0                         | 0                             | 0                                    | 0                    | 0                             |